# 那須資実
那須 資実（なす すけざね）は、室町時代後期から戦国時代にかけての武将。那須氏（下那須家）当主。下野国烏山城主。
下那須家当主・那須資持の子として誕生。上那須家との対立は続いていたが、文明4年（1472年）に白河結城氏の結城直朝の仲介により上那須家当主・那須明資の娘を室に迎えるなど関係の修復に努めた。同年、古河城を追われた古河公方・足利成氏の古河復帰に結城氏広や千葉孝胤と共に協力し成し遂げた。
明応元年（1492年）から死去までの間に烏山城の増築を行った。
明応3年（1494年）、死去。家督は子・資房が継いだ。